# Dobrá studně
Dobrá studně je přírodní památka poblíž obce Ochoz u Tišnova v okrese Brno-venkov. Důvodem ochrany jsou pastvinná lada s ledovcovými balvanitými proudy, se zbytky vřesovištních lad na sušších hřbítcích. Vyskytují se zde podhorské smilkové trávníky, z významnějších rostlinných druhů vstavač kukačka (Anacamptis morio) a všivec lesní (Pedicularis sylvatica).